# Триумфальная арка (Бухарест)
Триумфальная арка (рум. Arcul de Triumf) — Триумфальная арка в северной части столицы Румынии — Бухаресте. Находится между шоссе Киселёва и бульваром «Король Михай I».

## История
Первая деревянная Триумфальная арка в Бухаресте, была воздвигнута в честь обретения Румынией независимости в 1878 году, чтобы победоносные войска могли пройти под ней. Следующая арка с бетонным основанием, гипсовыми скульптурами и декором построена на том же месте после окончания Первой мировой войны в 1922 году. После серьёзных разрушений, арка была заменена в 1936 году на нынешнюю, выполненную в неоклассическом стиле, тщательно скопированную с Триумфальной арки в Париже. Сходство с Парижской Триумфальной аркой символизирует румыно-французскую дружбу. Арка, выполненная в камне, была открыта 1 декабря 1936 года.
Автор проекта Петре Антонеску.

## Описание
Триумфальная арка в Бухаресте высотой 27 метров, имеет  прямоугольную основу 25 х 11.50 м. Скульптуры,  которыми украшена арка, были созданы известными румынскими скульпторами, такими как Ион Жаля и Димитрие Пачуреа.
Ныне под Триумфальной аркой в Бухаресте ежегодно 1 декабря, в связи с национальным праздником Румынии,  проходят военные парады.